# Theuern (Schalkau)
Theuern ist ein Ortsteil von Schalkau im Landkreis Sonneberg in Thüringen.

## Lage
Theuern liegt nordöstlich von Schalkau an der Landesstraße 1112. Diese Straße führt über den Thüringer Wald nach Scheibe-Alsbach und weiter. In Schalkau verbindet sie sich mit der Bundesstraße 89. Die Gemarkung von Theuern ist mit engen Gebirgstälern, Wiesen, Wald und auf höheren Ebenen mit Ackerland ausgestattet. Südhanglagen liegen unter Einfluss des günstigen fränkischen Klimas während der Vegetationszeit.

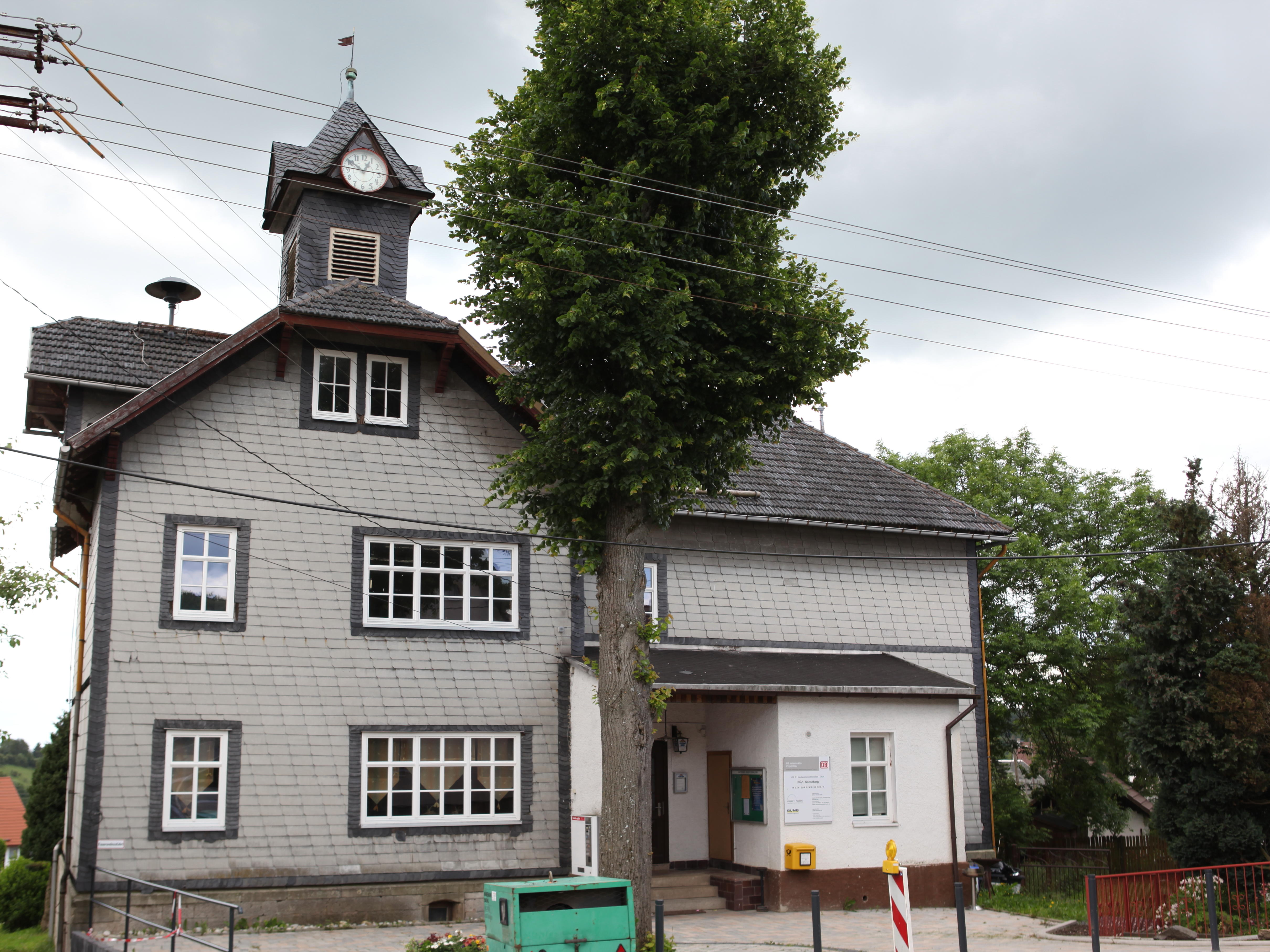
Das ehemalige Schulgebäude in Theuern

## Geschichte
1425 wurde Theuern erstmals urkundlich erwähnt. Eine Wallanlage auf dem Herrenberg südöstlich an dem Eisfelder Pleß, beim Austritt des Flüsschens Grümpen aus dem Thüringer Wald beweist die Wichtigkeit. Sogar Funde beweisen die Nutzung des Platzes in vorrömischer Zeit. Am 1. Januar 1992 wurde Theuern nach Schalkau eingemeindet. Der ländlich naturnahe Ort nutzt und nutzte die Land- und Forstwirtschaft und den Tourismus als Erwerbsquelle. Im Ort befindet sich das Goldmuseum Theuern.

## Verkehr
Theuern liegt nahe der Schnellfahrstrecke Nürnberg–Erfurt, hat jedoch keine direkte Anbindung. Im Öffentlichen Personennahverkehr ist der Ortsteil gen Norden Richtung Neumannsgrund und Siegmundsburg und Katzhütte einmal täglich (Montag bis Freitag) mit der Buslinie 508 angebunden. Direkte Verbindungen nach Sonneberg, Steinheid und Neuhaus am Rennweg sowie in die Ortsmitte von Schalkau existieren mehrmals täglich mit den Linien 701 und 702.
Theuern verfügt mit dem Personenbahnhof Schalkau und dem Haltepunkt Schalkau Mitte an der Strecke Eisfels–Sonneberg über Zugänge zum Schienenpersonennahverkehr. Mit den genannten Buslinien besteht aber auch ein (teilweise direkterer) Anschluss an die Bahnhöfe in Neuhaus, Sonneberg und Katzhütte. Außerdem gibt es mit der Buslinie 720 einen schnellen Weg in das Oberzentrum Coburg und von dort Anschluss an den Schienenpersonenfernverkehr über oben genannte Schnellfahrstrecke.

## Dialekt
In Theuern wird Itzgründisch, ein mainfränkischer Dialekt, gesprochen.